# Cryptosylvicola
Cryptosylvicola is een monotypisch geslacht van zangvogels uit de familie Bernieridae (madagaskarzangers).

## Soorten
Het geslacht kent de volgende soort:
- Cryptosylvicola randrianasoloi – Cryptische zanger